# Martha Boto
Martha Boto (Buenos Aires, 27 dicembre 1925 – Parigi, 2004) è stata una pittrice argentina.

## Biografia
Martha Boto nacque a Buenos Aires, in Argentina, il 27 dicembre 1925, in una famiglia di origine spagnola. Fin da giovane mostrò una spiccata inclinazione per il disegno e la pittura, incoraggiata dalla madre. Studiò alla Escuela Nacional de Bellas Artes e successivamente presso la Escuela Superior de Bellas Artes Ernesto de la Cárcova, ottenendo il titolo di docente di disegno nel 1946 e vincendo un prestigioso premio alla laurea nel 1950.
Nel corso degli anni ’50, si avvicinò alle correnti dell’arte concreta e dell’astrazione geometrica, integrandosi in collettivi sperimentali come l’Asociación Arte Nuevo, fondata da Aldo Pellegrini, e nel 1956 co-fondò il gruppo ANFA (Agrupación de Arte No Figurativo Argentino) insieme a Gregorio Vardanega, con cui instaurò anche una relazione personale e artistica.
Nel 1959 si trasferì definitivamente a Parigi con Vardanega, città nella quale poté espandere le sue ricerche sull'interazione tra luce, movimento e percezione, entrando in contatto con l'ambiente d'avanguardia europeo.

### Carriera artistica
Nel 1959, dopo essersi trasferita a Parigi con Gregorio Vardanega, Martha Boto entrò in contatto con il movimento dell’arte cinetica e dell’Op Art, che allora stava guadagnando visibilità in Europa. La sua prima partecipazione a una mostra importante in Francia avvenne nel 1960, alla Prima Biennale di Parigi, un evento che segnò l'inizio della sua affermazione internazionale.
Nel 1969 realizzò la sua prima personale alla Galerie Denise René, punto di riferimento per l’arte concreta e cinetica. Le sue opere, sia pittoriche che scultoree, si concentravano sulla variazione ottica della luce e del colore attraverso l’integrazione del movimento, spesso generato da motori elettrici, che attivavano elementi in plexiglas o metallo cromato.
La sua ricerca si focalizzò sul dialogo tra movimento reale e percezione illusoria, esplorando anche dimensioni di gioco, casualità e partecipazione attiva dello spettatore. I suoi lavori vennero esposti in prestigiose istituzioni come il Museo Reina Sofía di Madrid, il Museum of Fine Arts di Houston e il Museo Nacional de Bellas Artes di Buenos Aires.

## Stile
Martha Boto si impose come figura centrale dell’arte cinetica grazie a una produzione che univa razionalità geometrica e intuizione poetica. Le sue opere erano spesso strutture mobili in plexiglas, acciaio e alluminio in cui il movimento era attivato da motori elettrici, generando variazioni luminose continue, giochi ottici e riflessi cromatici.
Dagli anni ’60, Boto creò numerose scatole lumino-cinetiche, composizioni tridimensionali che sfruttavano specchi, lenti e superfici sfaccettate per alterare lo spazio percepito. Le sue installazioni rompevano con la staticità dell’opera d’arte tradizionale, rendendo lo spettatore partecipe attivo di una dinamica percettiva in costante evoluzione.
La sua estetica si basava su una riflessione profonda sulle potenzialità della luce artificiale e del colore in movimento, elementi che Boto utilizzava per creare “ambienti visivi” immersivi e contemplativi. Il suo lavoro può essere letto come un’esplorazione della percezione soggettiva, ma anche come una risposta visiva alle trasformazioni tecnologiche e culturali del secondo Novecento.

## Mostre e collezioni
Le opere di Martha Boto sono state incluse in numerose esposizioni internazionali di grande rilevanza, tra cui la Biennale di Venezia e mostre al Museo Reina Sofía di Madrid, al Museo Nacional de Bellas Artes di Buenos Aires e al Museo de Arte Latinoamericano de Buenos Aires (MALBA). Le sue sculture cinetiche e le opere pittoriche sono presenti in importanti collezioni permanenti, come la Peggy Guggenheim Collection di Venezia, il Museo d’Arte Moderna di Parigi e l'Albright-Knox Art Gallery di Buffalo.